# Dead Man's Bones
Dead Man's Bones — рок-дует, що складається з актора Раяна Ґослінґа та Зака Шилдса. Їхній перший альбом, Dead Man's Bones, був випущений 6 жовтня 2009 року на лейблі ANTI-Records. Увесь альбом є результатом співпраці з дитячим хором консерваторії Сільверлейк, заснованим басистом Red Hot Chili Peppers Флі, з Лос-Анджелеса, Каліфорнія. Ґослінґ виступає під псевдонімом «Baby Goose».

## Передумови та розвиток
Коли Шилдс і Ґослінґ зустрілися у 2005 році, вони виявили взаємну одержимість атракціоном «Особняк з привидами» в Діснейленді. У дитинстві Зак був настільки стурбований привидами, що його відправили на терапію, а батьки Ґослінга переїхали з дому його дитинства, оскільки вважали, що там є привиди. Жоден із них не переріс свого захоплення кладовищами чи чимось смертельним і вирішив писати історії кохання про привидів і монстрів.
Пара вирішила грати на всіх інструментах на платівці, навіть на тих, до яких вони ніколи раніше не торкалися. Вони також нав'язали собі правила під час процесу запису, наприклад, не грати з треком клацань і намагатися робити не більше трьох дублів будь-якої пісні, дозволяючи будь-яким недосконалостям підкреслити сильні сторони музики. 25 грудня 2008 року Dead Man's Bones випустили музичне відео та безкоштовно скачали його пісню «In the Room Where You Sleep», а 4 квітня 2009 року гурт випустив ще одне музичне відео на пісню «Name in Stone». на MySpace і YouTube. Однойменний дебютний альбом гурту за участю учасників дитячого хору музичної консерваторії Сільверлейк був випущений 6 жовтня 2009 року на лейблі ANTI-Records, а продюсером виступив Тім Андерсон з Ima Robot. Ґослінґ і Шилдс також гастролювали по Сполучених Штатах на осінь/Геловін 2009 з місцевим хором і шоу талантів на кожному шоу, що викликало захоплені відгуки. Кожен дитячий хор був схожий на дитячий хор консерваторії Сільверлейк, з яким вони записали альбом. У 2010 році вони випустили ще два кліпи на треки: «Dead Hearts» і «Pa Pa Power».
Використання Ґослінгом дитячого хору було названо джерелом натхнення для блек-дез-метал-гуртів Behemoth, щоб зробити те саме для свого альбому 2018 року I Loved You At Your Darkest. Вони також згадуються як вплив на Our Time Down Here.
У заключних титрах французького фільму «Епоха паніки» 2013 року звучить пісня Dead Man's Bones «Lose Your Soul». Пісня «In the Room Where You Sleep» увійшла в саундтрек до фільму «Заклинання» 2013 року.

## Дискографія
| Рік випуску | Альбом           |
| ----------- | ---------------- |
| 2009 рік    | Dead Man's Bones |

1. «Intro»
2. «Dead Hearts»
3. «In the Room Where You Sleep»
4. «Buried in Water»
5. «My Body's a Zombie for You»
6. «Pa Pa Power»
7. «Young & Tragic»
8. «Paper Ships»
9. «Lose Your Soul»
10. «Werewolf Heart»
11. «Dead Man's Bones»
12. «Flowers Grow Out of My Grave»

## Члени
- Раян Ґослінґ — вокал, фортепіано, бас-гітара, гітара, клавішні (2007–тепер)
- Зак Шилдс — вокал, перкусія, барабани, гітара (2007–тепер)